# Tribolonotus schmidti
Tribolonotus schmidti — вид сцинкоподібних ящірок родини сцинкових (Scincidae). Ендемік Соломонових Островів. Вид названий на честь американського герпетолога Карла Паттерсона Шмідта.

## Поширення і екологія
Tribolonotus schmidti є ендеміками острова Гуадалканал в архіпелазі Соломонових островів. Вони живуть у вологих тропічних лісах, на висоті до 1500 м над рівнем моря. Живляться дрібними комахами й личинками.